# Репяховка (Белгородская область)
Репяховка — село в Краснояружском районе Белгородской области России. Административный центр Репяховского сельского поселения.

## География
Село расположено в западной части Белгородской области, в 10,5 км по прямой к северо-западу от районного центра Красной Яруги — на границе с Украиной.

## История
Посде ликвидации Краснояружского района (в декабре 1962 г.) Репяховский сельсовет перешел в состав Ракитянского района.
В апреле 1991 года, когда был снова образован Краснояружский район, село Репяховка стало в нём, как и ранее, центром Репяховского сельсовета.
В начале 1990-х годов в Репяховке — центральная усадьба колхоза «Дружба», (на 1992 год 338 колхозников), занятого растениеводством и животноводством.
По состоянию на 1995 год в селе Репяховке — АОЗТ «Дружба», медпункт, дом культуры, средняя школа.
В 1997 году село Репяховка — центр Репяховского сельского округа (село и 2 хутора) в Краснояружском районе Белгородской области.

## Население
X ревизия 1857 года переписала в селе Репяховке «353 души мужского пола».
Из документов осени 1884 года: Грайворонского уезда Вязовской волости село Репяховка — 188 дворов (186 изб) «крестьян государственных душевых», 1203 жителя (630 мужск. и 573 женск. пола), грамотных 42 муж. и 32 учащихся мальчика (до школы 1 верста).
К 1890 году в селе Репяховке — 1314 жителей (738 мужчин, 576 женщин).
В 1932 году в Репяховке 1584 жителя.
На 17 января 1979 года в селе Репяховке — 1060 жителей, на 12 января 1989 года — 794 (333 мужчины и 461 женщин). На 1997 год — 332 домовладения, 840 жителей.
| 2002 | 2010 |
| ---- | ---- |
| 822  | ↘777 |

## Инфраструктура
По состоянию на 2013 год имеются основная общеобразовательная школа с разновозрастной группой детского сада, сельский модельный Дом культуры с модельной библиотекой и краеведческим музеем, клуб досуга в Прилесье, парк «Семейный», почтовое отделение. Действуют два фельдшерско-акушерских пункта, отделение социальной помощи на дому, два аптечных пункта на базе ФАПов. К услугам селян пять продовольственных и один хозяйственный магазины, торговая точка в почтовом отделении.

## Прославленные уроженцы
- Литвинов, Дмитрий Прокопьевич (1926-1943) — Герой Советского Союза.
- Роменко, Павел Павлович (1924-1944) — Герой Советского Союза.